# Diocesi di Saint-Flour

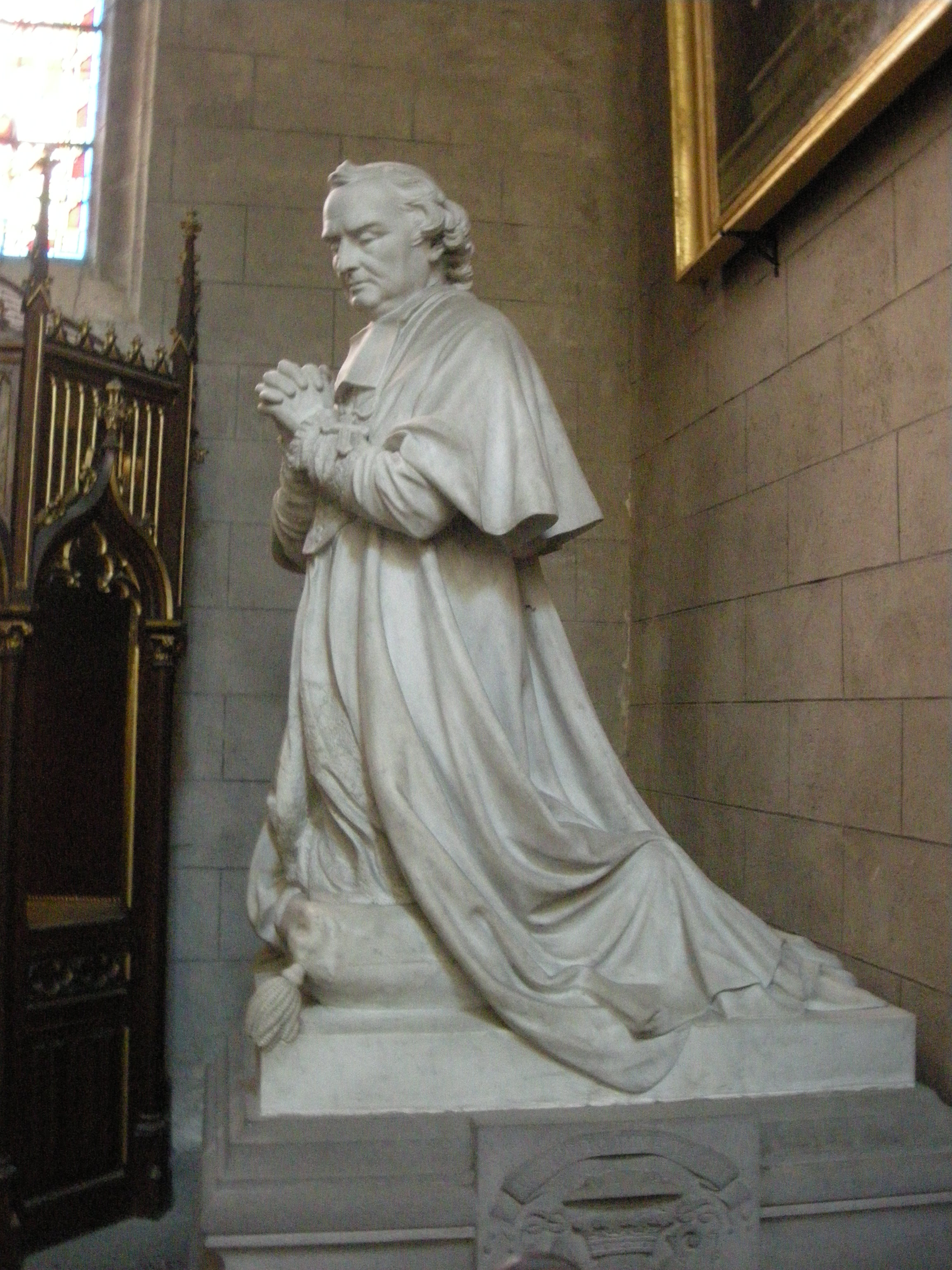
Statua del vescovo Pierre-Antoine-Marie Lamouroux de Pompignac nella cattedrale di Saint-Flour.

La diocesi di Saint-Flour (in latino Dioecesis Sancti Flori) è una sede della Chiesa cattolica in Francia suffraganea dell'arcidiocesi di Clermont. Nel 2022 contava 125.000 battezzati su 143.143 abitanti. È retta dal vescovo Didier Noblot.

## Territorio
La diocesi comprende il dipartimento francese di Cantal.
Sede vescovile è la città di Saint-Flour, dove si trova la cattedrale di San Pietro.
Il territorio è suddiviso in 20 parrocchie, raggruppate in 4 decanati: Saint-Flour, Aurillac, Maurs e Mauriac.

## Storia
Il priorato di Sant'Odilone venne fondato all'inizio dell'XI secolo e sottoposto alla giurisdizione dell'abbazia di Cluny. La chiesa priorale venne consacrata da papa Urbano II nel 1095.
La diocesi di Saint-Flour fu eretta il 9 luglio 1317 con la bolla Salvator noster di papa Giovanni XXII, ricavandone il territorio dalla diocesi di Clermont. Fu elevata a cattedrale la chiesa del priorato e fu nominato vescovo Raymond de Mimèges, ultimo abate di Sant'Odilone. Originariamente era suffraganea dell'arcidiocesi di Bourges. La nuova diocesi comprendeva le arcipreture di Saint-Flour, Aurillac, Langeac, Brioude e Blesle, con 290 parrocchie, 6 abbazie e 68 priorati.
Tra le abbazie, la più importante era l'abbazia Saint-Géraud di Aurillac, che fu un centro culturale ed intellettuale di primo piano durante il Medioevo; fu distrutta dai calvinisti durante le guerre di religione nel XVI secolo.
Nel 1368 Pierre de Rensin fu il primo vescovo a non essere eletto dal capitolo della cattedrale.
Il 7 dicembre 1466 fu consacrata l'attuale cattedrale, in sostituzione della chiesa priorale che crollò nel 1396.
Nel 1653 il vescovo Jacques de Montrouge istituì il seminario diocesano; fu ricostruito in forme monumentali nel XVIII secolo ed inaugurato nel 1762; a causa della drastica riduzione del numero dei seminaristi, venne chiuso nel 1959.
In seguito al concordato, con la bolla Qui Christi Domini di papa Pio VII del 29 novembre 1801 la diocesi fu fatta coincidere con il dipartimento di Cantal, incorporando parte del territorio della diocesi di Rodez che fu soppressa, e la regione di Mauriac che apparteneva alla diocesi di Clermont.
Nella vicina diocesi di Rodez, all'inizio dell'Ottocento, un gruppo di preti e di fedeli, sostenuti dal vescovo in esilio Charles Colbert de Seigneley, si opposero al regime concordatario e, rifiutandosi di sottomettersi al nuovo vescovo Charles de Ramond-Lalande, dettero origine ad uno scisma e ad una Chiesa nota con il nome di Petite Eglise. Lo scisma contaminò anche alcune parrocchie del Cantal, dove sopravvisse fino all'inizio del Novecento; nel 1911 l'ultima famiglia refrattaria si sottomise all'autorità di Roma.
L'8 dicembre 2002, con la riorganizzazione delle circoscrizioni diocesane francesi, è entrata a far parte della provincia ecclesiastica di Clermont.

## Cronotassi dei vescovi
Si omettono i periodi di sede vacante non superiori ai 2 anni o non storicamente accertati.
- Raymond de Mimèges de Vehens, O.S.B. † (31 luglio 1317 - 16 aprile 1319 nominato vescovo di Saint-Papoul)
- Henri de Fautrière, O.S.B.Clun. † (19 aprile 1319 - 29 gennaio 1320 deceduto)
- Archambaud, O.S.B. † (6 febbraio 1320 - 1347 dimesso)
- Dieudonné de Canillac, O.S.B. † (25 luglio 1347 - 2 agosto 1361 nominato vescovo di Maguelonne)
- Pierre d'Estaing, O.S.B. † (19 novembre 1361 - 2 aprile 1368 nominato arcivescovo di Bourges)
- Pierre de Rensin † (2 aprile 1368 - 1374 deceduto)
- Poncet de Rochefort † (14 luglio 1374 - gennaio 1383 deceduto)
- Pierre de Vissac † (13 marzo 1383 - 12 luglio 1395 nominato vescovo di Lavaur)
- Hugues de Manhac (Magnac), O.S.B. † (12 luglio 1395 - 16 gennaio 1404 nominato vescovo di Limoges)
- Géraud du Puy † (17 dicembre 1404 - 4 gennaio 1413 nominato vescovo di Mende)
- Bertrand de Cadoène, O.S.B. † (15 febbraio 1413 - 28 gennaio 1426 nominato vescovo di Uzès)
- Jacques Le Loup de Beauvoir, O.S.B. † (19 agosto 1426 - 3 settembre 1451 deceduto)
- Pierre de Léotoing-Mongton † (7 luglio 1452 - 1461 dimesso)
- Antoine de Léotoing-Mongton, O.S.B. † (30 marzo 1461 - 4 dicembre 1482 deceduto)
  - Claude de Doyat † (16 dicembre 1482 - 1483 dimesso) (vescovo eletto)
- Charles de Joyeuse † (10 settembre 1483 - 1500 dimesso)
- Louis de Joyeuse † (29 gennaio 1500 - 1540 deceduto)
- Balthazar-Hercule de Jarente † (11 maggio 1543 - 9 gennaio 1548 nominato arcivescovo di Embrun)
- Antoine de Lévis-Chateaumorand † (9 gennaio 1548 - 1566 deceduto)
- Jean Paul de Selve † (23 maggio 1567 - 1569 deceduto)
  - Sede vacante (1569-1573)
- Pierre Prosper de La Baume † (9 febbraio 1573 - 1595 deceduto)
  - Sede vacante (1595-1599)
- Raymond de Rouchon † (10 marzo 1599 - prima dell'11 settembre 1602 deceduto)
  - Sede vacante (1602-1609)
- Charles de Noailles † (28 settembre 1609 - 8 aprile 1647 nominato vescovo di Rodez)
- Jacques de Montrouge † (8 aprile 1647 - 20 aprile 1664 deceduto)
- Jérôme de La Mothe-Houdancourt † (23 giugno 1664 - 29 maggio 1693 deceduto)
- Joachim-Joseph d'Estaing de Saillans † (9 novembre 1693 - 13 aprile 1742 deceduto)
- Paul de Ribeyre † (9 luglio 1742 - 10 giugno 1776 deceduto)
- Marie-Anne-Hippolyte Hay de Bonteville † (16 settembre 1776 - 13 dicembre 1779 nominato vescovo di Grenoble)
- Claude-Marie Ruffo de Laric † (13 dicembre 1779 - 1801 dimesso)
- Jean-Eléonor Montanier de Belmont † (10 luglio 1802 - 1º maggio 1808 deceduto)
  - Sede vacante (1808-1819)
- Jean-Francis de Mallian † (23 agosto 1819 - 28 ottobre 1819 deceduto)
- Paul-Thérèse-David d'Astros † (21 febbraio 1820 - 29 maggio 1820 nominato vescovo di Bayonne)
- Louis-Siffrein-Joseph de Salamon † (29 maggio 1820 - 11 giugno 1829 deceduto)
- François-Marie-Edouard de Gualy † (28 settembre 1829 - 30 settembre 1833 nominato arcivescovo di Albi)
- Jean-Pierre-Marie Cadalen † (30 settembre 1833 - 17 aprile 1836 deceduto)
- Frédéric-Gabriel-Marie-François de Marguerye † (2 ottobre 1837 - 15 marzo 1852 nominato vescovo di Autun)
- Jean-Paul-François-Marie-Félix Lyonnet † (15 marzo 1852 - 6 agosto 1857 nominato vescovo di Valence)
- Pierre-Antoine-Marie Lamouroux de Pompignac † (6 agosto 1857 - 23 maggio 1877 deceduto)
- François-Antoine-Marie-Ambroise-Benjamin Baduel † (21 settembre 1877 - 16 maggio 1891 deceduto)
- Jean-Marie-François Lamouroux † (11 luglio 1892 - 12 luglio 1906 deceduto)
- Paul-Augustin Lecoeur † (13 luglio 1906 - 18 marzo 1942 deceduto)
- Henri-Marie-Joseph Pinson † (12 gennaio 1943 - 18 aprile 1951 deceduto)
- Gabriel Auguste François Marty † (6 febbraio 1952 - 14 dicembre 1959 nominato arcivescovo coadiutore di Reims[4])
- Maurice-Jean-Fernand-Alexis Pourchet † (28 marzo 1960 - 6 maggio 1982 ritirato)
- Jean Cuminal † (6 maggio 1982 - 25 luglio 1990 nominato vescovo di Blois)
- René Pierre Louis Joseph Séjourné † (13 settembre 1990 - 16 gennaio 2006 ritirato)
- Bruno Grua (31 marzo 2006 - 11 giugno 2021 dimesso)
- Didier Noblot, dall'11 giugno 2021

## Statistiche
La diocesi nel 2022 su una popolazione di 143.143 persone contava 125.000 battezzati, corrispondenti all'87,3% del totale.
| anno | popolazione | popolazione | popolazione | presbiteri | presbiteri | presbiteri | presbiteri                | diaconi | religiosi | religiosi | parrocchie |
| anno | battezzati  | totale      | %           | numero     | secolari   | regolari   | battezzati per presbitero | diaconi | uomini    | donne     | parrocchie |
| ---- | ----------- | ----------- | ----------- | ---------- | ---------- | ---------- | ------------------------- | ------- | --------- | --------- | ---------- |
| 1949 | 190.888     | 190.888     | 100,0       | 392        | 332        | 60         | 486                       |         | 60        | 580       | 317        |
| 1970 | 167.000     | 168.814     | 98,9        | 264        | 261        | 3          | 632                       |         | 10        | 495       | 258        |
| 1980 | 166.000     | 168.000     | 98,8        | 211        | 207        | 4          | 786                       |         | 9         | 319       | 302        |
| 1990 | 160.000     | 172.000     | 93,0        | 177        | 164        | 13         | 903                       | 2       | 15        | 265       | 302        |
| 1999 | 149.000     | 158.722     | 93,9        | 152        | 145        | 7          | 980                       | 4       | 7         | 190       | 302        |
| 2000 | 145.000     | 150.563     | 96,3        | 148        | 141        | 7          | 979                       | 4       | 9         | 168       | 302        |
| 2001 | 145.000     | 150.563     | 96,3        | 136        | 129        | 7          | 1.066                     | 4       | 10        | 179       | 302        |
| 2002 | 145.000     | 150.563     | 96,3        | 90         | 83         | 7          | 1.611                     | 3       | 10        | 164       | 321        |
| 2003 | 145.000     | 150.563     | 96,3        | 119        | 114        | 5          | 1.218                     | 4       | 7         | 164       | 321        |
| 2004 | 145.000     | 150.778     | 96,2        | 130        | 120        | 10         | 1.115                     | 5       | 14        | 165       | 263        |
| 2010 | 137.300     | 157.000     | 87,5        | 85         | 77         | 8          | 1.615                     | 8       | 14        | 137       | 161        |
| 2014 | 141.700     | 162.400     | 87,3        | 74         | 68         | 6          | 1.914                     | 10      | 7         | 118       | 32         |
| 2017 | 143.000     | 164.000     | 87,2        | 56         | 50         | 6          | 2.553                     | 10      | 12        | 39        | 20         |
| 2020 | 143.700     | 164.800     | 87,2        | 49         | 44         | 5          | 2.932                     | 9       | 7         | 54        | 20         |
| 2022 | 125.000     | 143.143     | 87,3        | 50         | 44         | 6          | 2.500                     | ?       | 13        | 54        | 20         |